# 埃菲尔桥

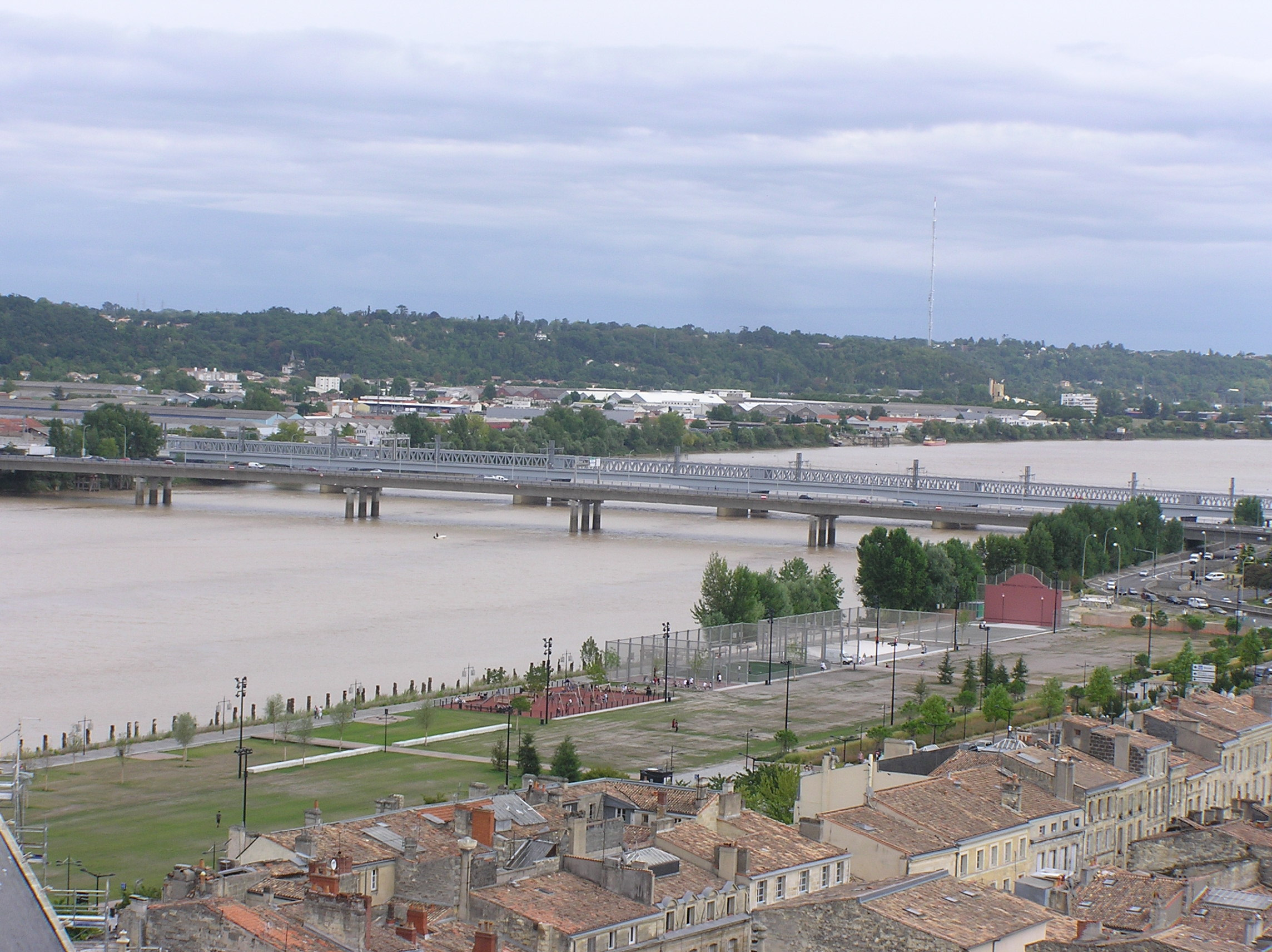

埃菲尔桥（Passerelle Eiffel）是一座金属桥，位于法国阿基坦大区吉伦特省波尔多加龙河。
该桥修建于1858到1860年，连接了两个铁路网：南方铁路公司和巴黎-奥尔良铁路公司。长509.69米，宽8.6米。年轻的古斯塔夫·埃菲尔参与了设计。

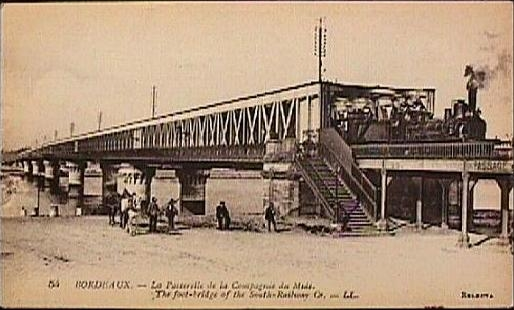
La passerelle en 1900

2010年2月22日，这座桥被列为法国历史古迹。